# Jardín Botánico Lomonósov

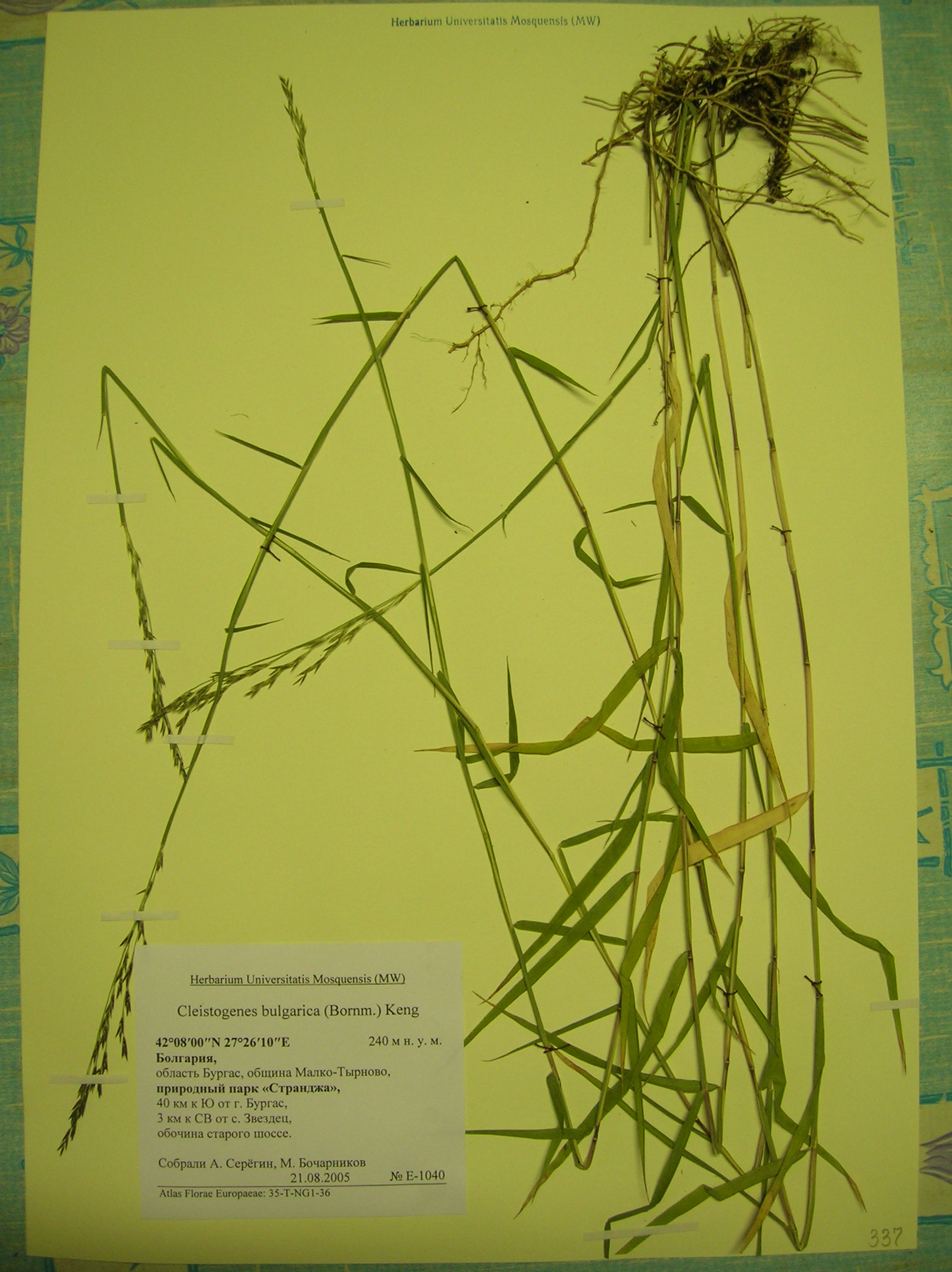
Pliego de Cleistogenes bulgarica del herbario de la Universidad Estatal de Moscú.

El Jardín Botánico Lomonósov o Jardín Botánico de la Universidad de M.V.Lomonósov, también conocido como Jardín de los Boticarios (en ruso Главный ботанический Ломоносов), es un jardín botánico de unas 30 hectáreas de extensión, situado en la ciudad de Moscú, en Rusia integrado por la parte mayor y moderna en Vorobiovi Gori, y la parte histórica más pequeña, Jardín de los Boticarios, con unas 6 hectáreas en la Avenida de la Paz en el centro de la ciudad. Es una institución dependiente de la Universidad Estatal de Moscú. Es miembro del BGCI, y presenta trabajos para la « Agenda Internacional para la Conservación en los Jardines Botánicos ». Su código de reconocimiento internacional como institución botánica, así como las siglas de su herbario es MW. 

## Localización
En el centro de la ciudad de Moscú, en la Avenida de la Paz la parte más pequeña, el jardín histórico, y la parte más extensa y nueva en Vorobiovi Gori.
Аптекарский огород-Moscow State University Botanical Garden, University Apothecaries Garden, Prospect Mira, 26, 129090 Moscow-Moscú, Russian Federation-Rusia.

## Historia

### Preámbulos
El terreno del actual jardín se estableció como una huerta farmacéutica destinada al cultivo de las plantas medicinales que necesitaba el ejército, en el año 1706 cuando las afueras de Moscú se encontraban cerca de la torre Sujarieva. Al principio el Jardín pertenecía al departamento de Farmacia, después al hospital de Moscú y luego a finales del siglo XVIII a la Academia Médico-Quirúrgica. El Jardín quedó abandonado después del traslado de la Academia a San Petersburgo.

### Fundación
En el año 1805 la antigua huerta farmacéutica fue adquirida por la Universidad de Moscú. En sus inicios además de las plantas medicinales se les añadieron plantas exóticas. El profesor de botánica de la Universidad de Göttingen Georg Franz Hoffmann fue invitado para dirigir el Jardín. Bajo su dirección el Jardín adquirió un gran esplendor, fue editado el primer catálogo de la colección de plantas. El Jardín Botánico sufrió grandes destrozos en el incendio de 1812 quemándose los invernaderos, numerosos libros, y el herbario. Para restablecer lo perdido fue necesario vender parte del terreno que ocupaba. En el Jardín Botánico se han instruido los estudiantes de la Universidad de Moscú, y aquí fue reunida una valiosa biblioteca botánica.
Actualmente este es un pequeño jardín (con una superficie de unas 6 ha) situado casi en el centro de la ciudad en la avenida de la Paz y es una filial del Jardín Botánico de la Universidad. Actualmente se están realizando trabajos de reconstrucción de sus instalaciones para dotarlo de su antiguo esplendor. Ahora se han reconstruido los invernaderos, el edificio de laboratorio, las exposiciones de plantas vivas al aire libre. Estos trabajos están planificados para que su fin coincida con el 300° aniversario de su existencia.

### La era soviética
En el año 1948 el Consejo de los Ministros de la URSS aprobó el decreto sobre la construcción de un nuevo complejo de edificios destinados a la Universidad de M.V.Lomonósov en Vorobiovi Gori. En la lista de nuevos edificios se encontraba la facultad de Biología junto con un jardín agrobotánico. El nuevo jardín (más de 30 ha) se convertiría en el Jardín Botánico Principal de la Universidad de Moscú. La orden fue firmada por el rector, académico Aleksandr Nesmeyánov el día 6 de octubre de 1950. En el puesto de primer director del Jardín Botánico unido fue designado el doctor en ciencias S. Stankov.
En 1952 en el puesto de director fue nombrado el profesor N. A. Bazilievskaya - sistemático reconocido, conocedor de recursos, especialista en introducción de las plantas y cultivo de flores. Desde 1967 el Jardín Botánico fue encabezado por el doctor en ciencias biológicas, el profesor V.N.Tijomírov. Actualmente el Jardín Botánico está dirigido por el doctor de ciencias biológicas V. S. Nóvikov.

## Colecciones
Las colecciones del jardín botánico se encuentran expuestas agrupadas como:
- Arboretum con cerca de 1.000 especies.
- Alpinario (con unos 800 taxones)
- Muestra de plantas sistemática (cerca de 500 taxones)
- Plantas de interés económico (cerca de 400 taxones)
- Plantas decorativas (más de 1.000 cultivares).

Periódicamente se organizan las colecciones especiales para investigación, por ejemplo - la colección de las Umbelíferas, de las especies de los géneros de Salix, Hippophae¸ etc.

## Actividades
Sobre terrenos abiertos se ha constituido un amplio fondo genético (más de 5000 especies y variedades) le que permite de desarrollar investigaciones científicas en diversos ámbitos tales como morfología evolutiva, sistemática, florística, botánica geográfica, introducción de las plantas, selección y genética, protección de las plantas, agroquímica. Desde los años 1970 en el Jardín se realizan activamente las investigaciones en la protección de la naturaleza.
Durante el tiempo relativamente corto de la existencia de Jardín Botánico en los nuevos terrenos, fueron seleccionadas numerosas cultivares y formas de manzana y de Hippophae, albaricoque y Lonicera comestible, y también más de 100 especies de plantas decorativas. Los éxitos del Jardín se han visto recompensados con premios y diplomas. El Jardín Botánico en Vorobiovi Gori llegó a ser un laboratorio docente y científico a cielo raso para los departamentos de la Facultad de UEM.